# Ligne de tramway 572/1
Pour les articles homonymes, voir Ligne 572.
Ne doit pas être confondu avec Ligne de tramway 572/2.
La ligne 572/1 est une ancienne ligne de tramway de la Société nationale des chemins de fer vicinaux (SNCV) qui reliait Burdinne à Hannut entre 1908 et 1955.

## Histoire
La ligne est fermée en 1955.

## Infrastructure

### Voies et tracés
La voie est construite à l'écartement métrique (1 000 mm).

### Dépôts et stations
Nom : (gare) : quand le dépôt ou la station est accolé ou proche d'une gare.
Type : D : dépôt , S : station , Sf : si la station sert de gare douanière à la frontière , Sp : si la station est établie dans un bâtiment privé le plus souvent un café ou plus rarement une habitation privée.
| Illustration | Nom      | Type | Commune  | Localisation                | État          | Remarques |
| ------------ | -------- | ---- | -------- | --------------------------- | ------------- | --------- |
|              | Burdinne | DS   | Burdinne | 50° 34′ 46″ N, 5° 04′ 00″ E | Hors service. |           |

## Exploitation

### Horaires
Tableaux horaires :
- Été 1931 : 572, numéro partagé entre les lignes 572/1 Burdinne - Hannut et 572/2 Burdinne - Vinalmont[3].